# La Vallée-de-Jacmel
La Vallée-de-Jacmel, o semplicemente La Vallée, in creolo haitiano Lavale, è un comune di Haiti facente parte dell'arrondissement di Jacmel nel dipartimento del Sud-Est.